# (278361) 2007 JJ43
(278361) 2007 JJ43, também escrito como (278361) 2007 JJ43, é um objeto transnetuniano (TNO) que orbita o Sol, perto da borda externa do cinturão de Kuiper. Ele possui uma magnitude absoluta de 3,9 sendo um dos vinte TNOs mais brilhantes e tem um diâmetro estimado com cerca de 730 km. Com base em quão brilhante ele aparece, se supõe que o mesmo seja um planeta anão. O astrônomo Mike Brown lista este corpo celeste em sua página na internet como um provável planeta anão, mas o seu diâmetro nunca foi medido.
Observações de Mike Brown, em 2012, usando o Observatório W. M. Keck sugerem que (278361) 2007 JJ43 não tem um companheiro.

## Descoberta
(278361) 2007 JJ43 foi descoberto através de imagens que foram tiradas em 14 de maio de 2007 através do Observatório Palomar.

## Órbita
A órbita de (278361) 2007 JJ43 tem uma excentricidade de 0,159 e possui um semieixo maior de 48,047 UA. O seu periélio leva o mesmo a uma distância de 40,388 UA em relação ao Sol e seu afélio a 55,706 UA. Ele está atualmente a 41,3 UA de distância do Sol.

## Tamanho
Supondo que ele tem um típico albedo dos objetos transnetunianos, isso o mesmo com mais ou menos o mesmo tamanho que Íxion (entre 650–800 km de diâmetro).